# سلفابيرين
سلفابيرين أو سولفابيرين Sulfaperin هو مضاد حيوي من زمرة السلفوناميد.

## الخواص

### الاسم العلمي
4-amino-N-(5-methylpyrimidin-2-yl)benzenesulfonamide

### الصيغة الكيميائية
C11H12N4O2S

### الوزن الجزئيء
264.30358 g/mol

## الاستحدام الطبي
سلفابيرين هو من المضادات الحيوية طويلة التأثير تنتسب لزمرة السلفانيلاميدات .